# Apodemus sylvaticus

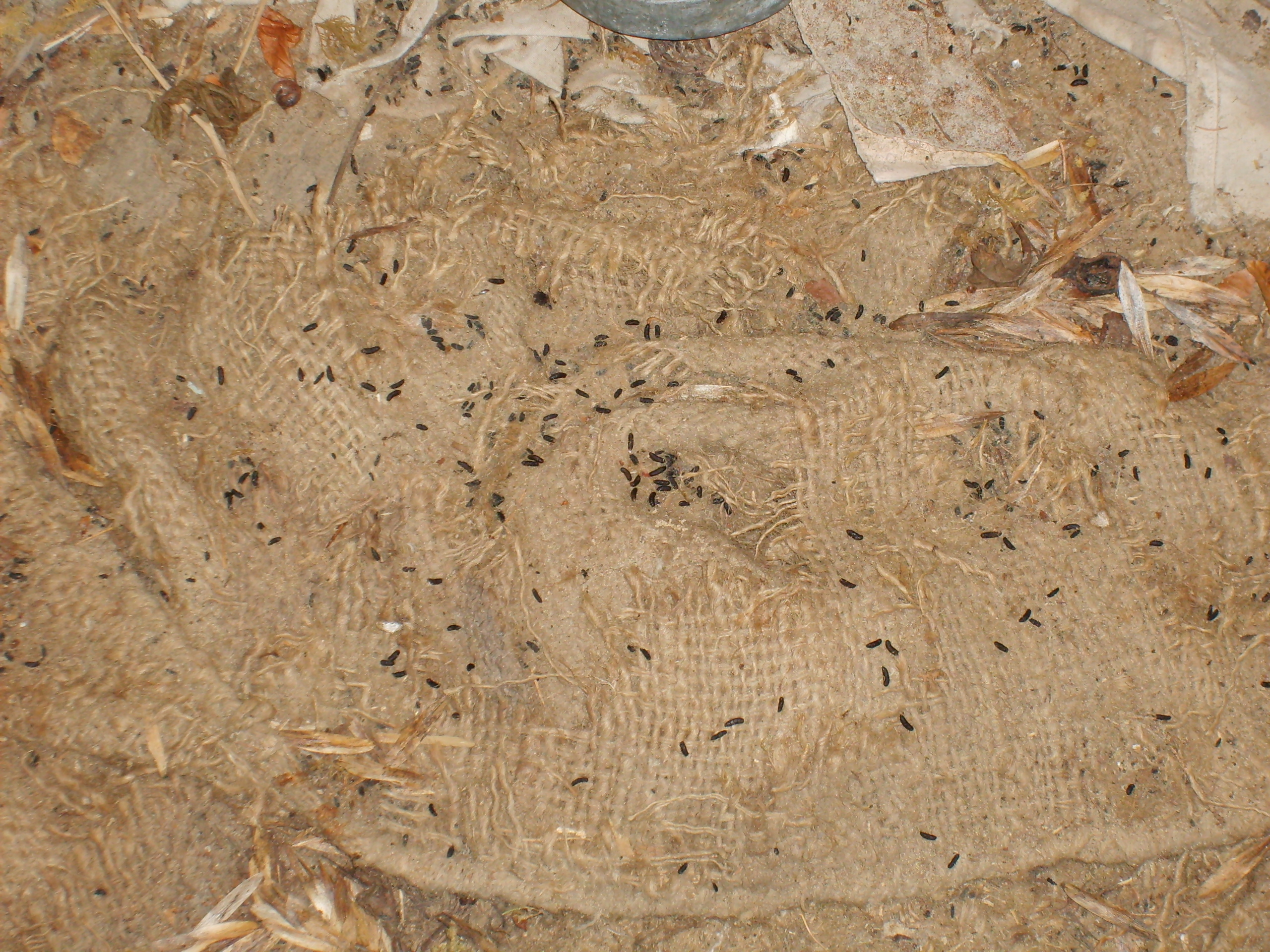
Heces

El ratón de campo (Apodemus sylvaticus) es una especie de roedor miomorfo de la familia Muridae que es muy abundante en su área de distribución, comprendido entre Europa y la cuenca mediterránea. En ocasiones provoca daños en cultivos, aunque de poca importancia.

## Anatomía, fisiología y reproducción
El ratón de campo es un pequeño roedor, de unos 8 a 10 cm de longitud, más otros 8 a 10 si se incluye la cola. Esta está desprovista de pelo y siempre es igual o mayor que el resto del cuerpo. La coloración del animal es
amarillo-rojiza en la parte superior, mientras que el vientre es blanquecino y está claramente delimitado por el color. El macho suele ser mayor que la hembra, aunque no se puede considerar que exista dimorfismo sexual. Los ojos son grandes y oscuros, la cabeza es grande y alargada y las orejas también son más grandes, lo que posibilita su diferenciación de ratones del género Mus.

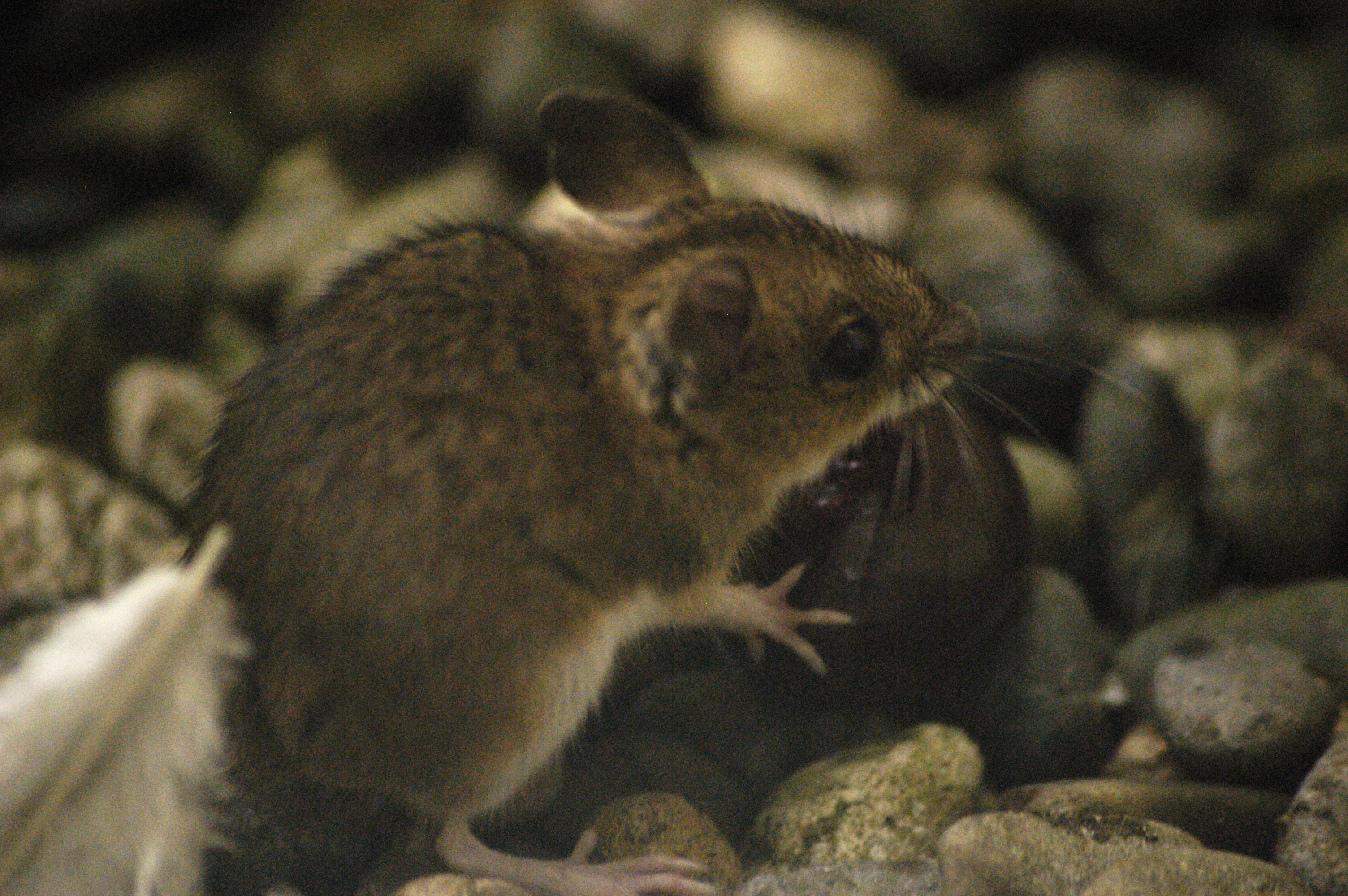
Ratón de campo común comiendo una cereza.

 Casi totalmente nocturno, vive en oquedades diversas o bien en madrigueras, excavando cámaras y galerías. Su longevidad muy raramente excede de los 2 años, y durante el invierno no experimentan letargo, sino que se van alimentando de las reservas almacenadas anteriormente. Su alimentación consiste en semillas de cierto tamaño, frutos y bayas, principalmente, aunque también pueden consumir pequeños invertebrados y brotes tiernos de plantas. Los frutos secos recientemente afectados por el ratón de campo pueden identificarse por presentar una corona en uno de sus vértices y un corte redondo. Lo provoca la costumbre de agarrar los frutos con las extremidades delanteras al consumirlos mientras los apoya en el pecho. Los incisivos van dejando las marcas características mientras el animal gira el fruto, hasta que consigue una abertura suficiente como para sacar la semilla de dentro del fruto. Comparten con los lagomorfos la costumbre de ingerir las heces de la madre cuando son jóvenes, para tener una fuente de vitamina B12 y de flora bacteriana que les posibilite digerir la celulosa.
No es posible establecer un período concreto de reproducción, puesto que se ve afectado por variables climáticas que influyan en la disponibilidad de alimento. Las camadas suelen ser dos al año, aunque en ocasiones pueden ser tres; para el nido construyen madrigueras o seleccionan oquedades de diverso tipo (árboles, rocas, etc). Durante la cría la pareja presenta territorialidad, aunque el resto del tiempo pueden convivir con otros individuos en el mismo refugio. La camada tiene un tamaño medio de cuatro a cinco crías. La gestación dura unos 25 días y la lactancia tres semanas más. La madurez sexual se alcanza unas semanas tras el destete.

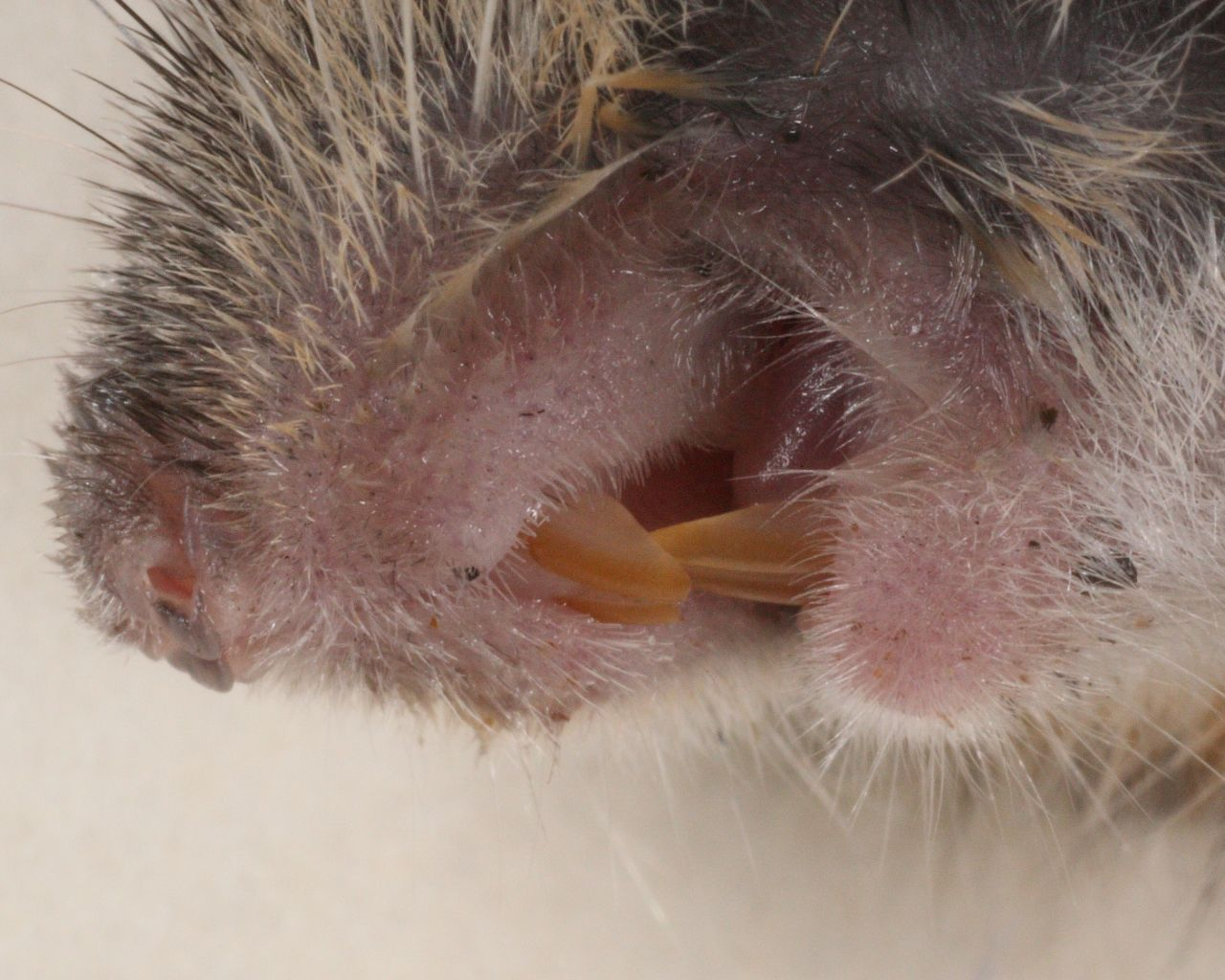
No notch en la parte posterior de los incisivos superiores

## Hábitat, distribución y depredadores

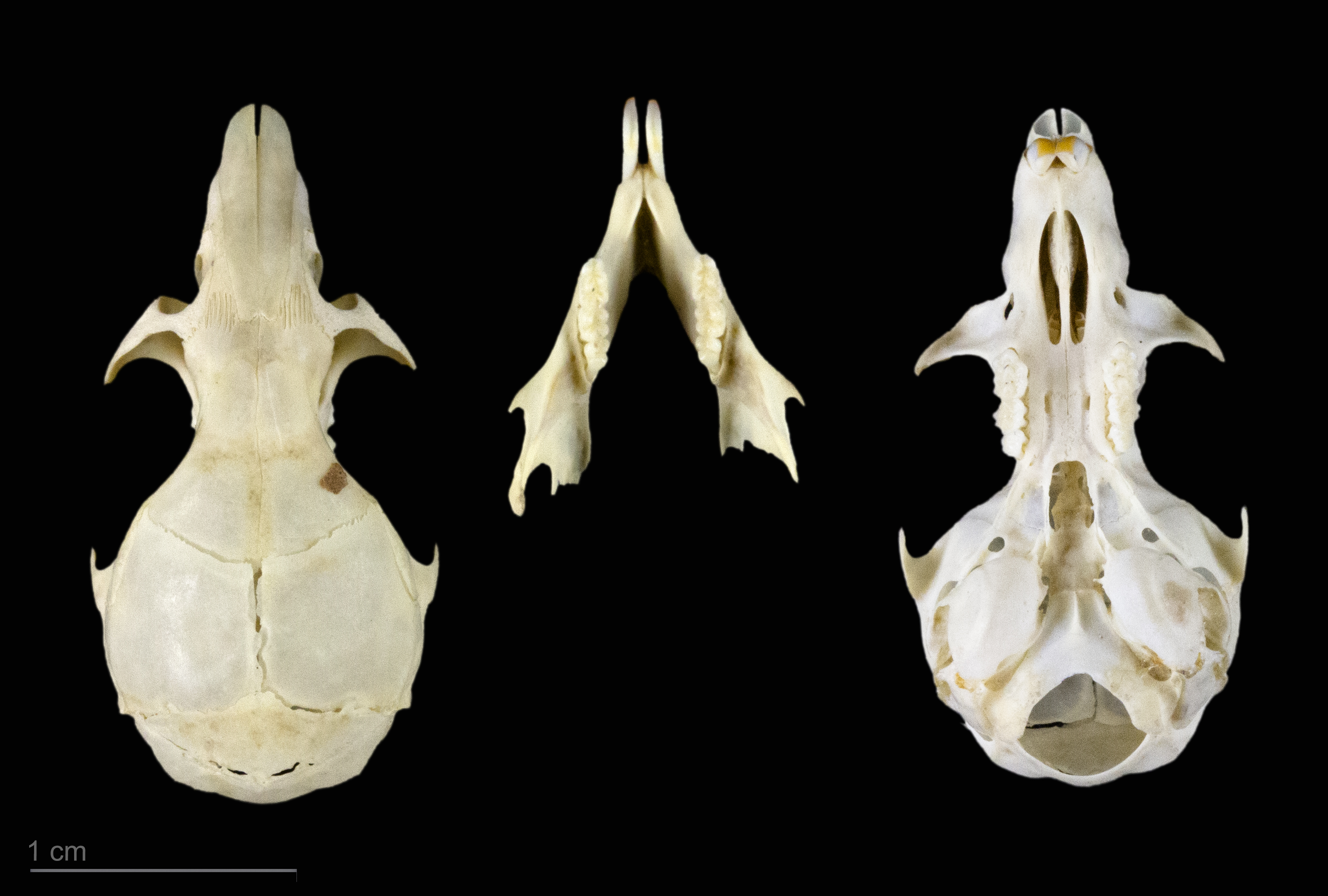
Crâneo de Apodemus sylvaticus - MHNT

El ratón de campo ocupa un amplio espectro de ecosistemas, pues puede estar presente tanto en zonas semiáridas cercanas al mar como a altitudes que rondan los 1800 metros en zonas de clima templado y húmedo. Es más frecuente en ambientes con moderada cobertura vegetal, ya sea de árboles o de arbustos, pues así corre menor peligro de depredación, aunque también está en zonas descubiertas como pastizales o marismas, donde se muestra como especie estacional. Las zonas de vegetación muy cerrada tampoco le son preferibles, pues se beneficia de áreas de ecotono.
La especie se distribuye por toda Europa de forma homogénea desde la mitad sur de Escandinavia e Islandia, y también se encuentra en las islas del Mediterráneo. También se halla presente en Asia Menor y en el norte del continente africano.
Es depredado por un amplio espectro de animales. Puede tratarse de especialistas en la caza, como rapaces diurnas y nocturnas, mamíferos carnívoros y ofidios, pero también de animales menos especializados como garzas o jabalíes.

## Taxonomía en la península ibérica y Baleares
El ratón de campo cuenta con cuatro subespecies en el ámbito ibérico. Por una parte, A. s. callipides está distribuido en la mitad norte de la Península, mientras que A. s. dichrurus, de menor tamaño y coloración más oscura, se encuentra en la mitad sur y en las islas de Mallorca y Menorca. Las subespecies presentes en las islas de Ibiza y Formentera, A. s. eivissensi y A. s. frumentariae, respectivamente, también tienen induviduos más grandes y pálidos que los que se encuentran en el resto del archipiélago balear.

## Historia deA. sylvaticusen las islas Shetland
El aislamiento geográfico y la reciente historia glacial de las islas Shetland han dado como resultado la reducción de los mamíferos de la fauna. El ratón de campo (Apodemus sylvaticus) junto con la rata de alcantarilla (Rattus norvegicus) y el ratón común (Mus musculus), son sólo tres de las especies de roedores presentes en la isla. Basada, en gran parte, en los estudios morfológicos de variaciones epigenéticas, el origen de  la población estable se ha atribuido a Noruega en una fecha que obviamente se supone fue alrededor del siglo IX debido a la llegada de los vikingos. Sin embargo, las evidencias arqueológicas sugiere que esta especie ya estaba presente hacia la mitad de la Edad del Hierro (alrededor de 200 a. C. - 400), y una de las teorías alternativas sugieren que Apodemus fue introducido desde las Órcadas, donde habría existido una población desde finales de la Edad del Bronce.
==